# Guadalupe (Chiapas)
Guadalupe es una localidad del estado mexicano de Chiapas. Es parte del municipio de Huehuetán.

## Demografía
| Gráfica de evolución demográfica |
|                                  |

| Censo | Población |
| ----- | --------- |
| 1950  | 886       |
| 1960  | 1 122     |
| 1970  | 1 645     |
| 1980  | 1 143     |
| 1990  | 1 444     |
| 2000  | 1 627     |
| 2010  | 1 687     |
| 2020  | 1 665     |